# Partit de Treball i Solidaritat
El Partit de Treball i Solidaritat (portuguès Partido de Trabalho e Solidariedade, PTS) és un partit polític de l'illa de São Vicente, Cap Verd, liderat per Aníbal Medina.

## Història
El partit fou fundat per Onésimo Silveira en novembre de 1998. Es va presentar a les eleccions legislatives de Cap Verd de 2001 formant part de l'Aliança Democràtica pel Canvi (ADM), una coalició que aplegava la Unió Capverdiana Independent i Democràtica (UCID) i el Partit de Convergència Democràtica (PCD). L'aliança va rebre el 6% dels vots i va obtenir dos escons a l'Assemblea Nacional. A les eleccions presidencials d'un mes després, el candidat de l'ADM Jorge Carlos Fonseca va acabar tercer dels quatre candidats amb un 3% dels vots.
A les  eleccions locals de 2004 el partit va rebre l'11% dels vots a São Vicente, obtenint un escó en el Consell Municipal i dos escons en l'Assemblea Municipal. El PTS no es va presentar a les eleccions legislatives de Cap Verd de 2006, però sí que participà en les  eleccions de 2011. Només va rebre 1.040 vots (0,5%) i no va poder obtenir un escó.